# Jan Koutný
Jan Koutný (n. 24 iunie 1897, Vyškov⁠(d), Moravia de Sud, Cehia – d. 18 iulie 1976, Praga, Cehoslovacia) a fost un gimnast artistic ce a reprezentat Cehoslovacia, medaliat olimpic. A participat la 2 ediții ale Jocurilor Olimpice (1924, 1928) în care a câștigat două medalii de argint.